# Ama (scufundare)
Ama sunt numite femeile scufundătoare care se ocupă cu pescuitul de perle, de cochilii valoroase sau diverse crustacee comestibile din zonele de la Marea Galbenă, Marea Japoniei și Oceanul Pacific (insulele Honshu și Shikoku). În Coreea sun numite Hae-Nyo.

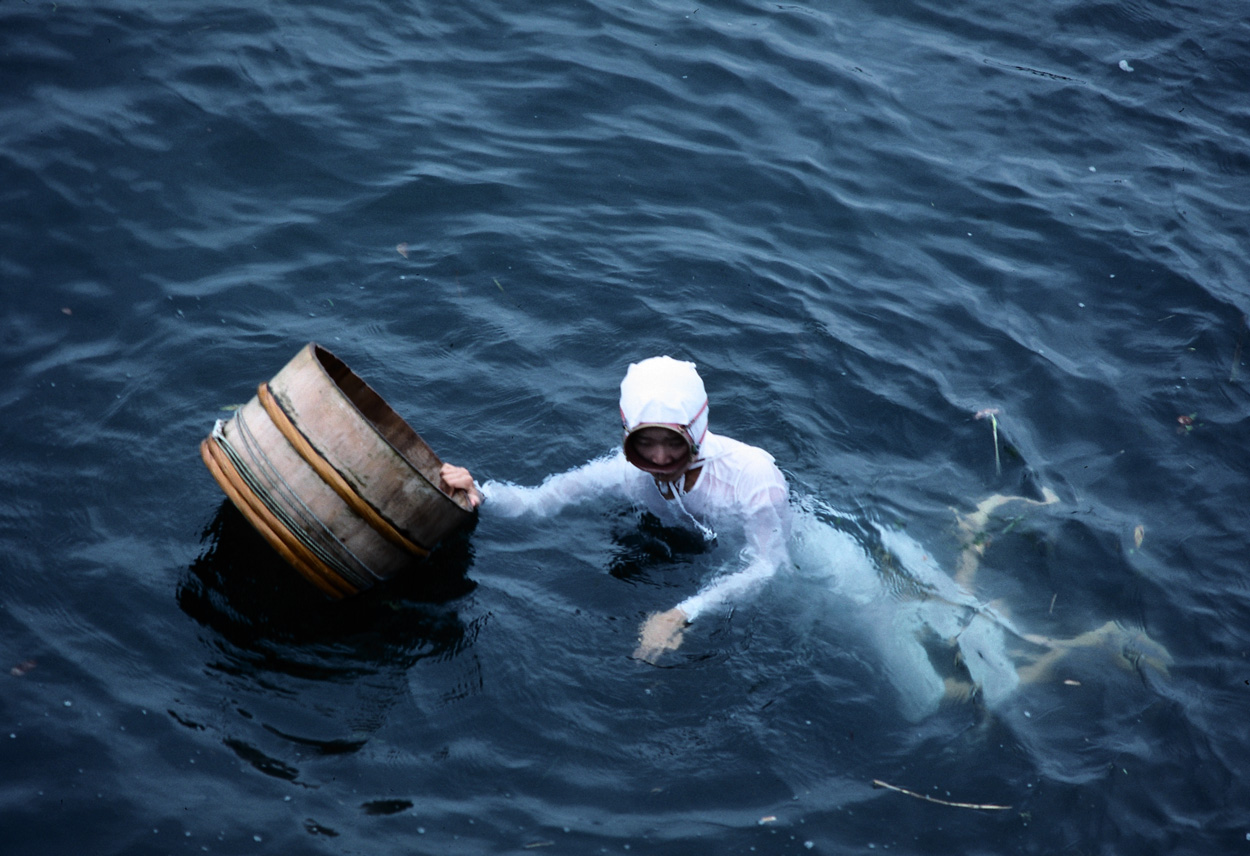
Scufundătoare Ama

Scufundătoarele ama sunt menționate documentar încă de acum 1500 de ani.
Femeile ama se scufundă de regulă purtând numai o mască de scufundare și labe de înot, în grupuri numite funando, formate din scufundătoare și asistente aflate în bărci. Adâncimea de scufundare este de 4...6 m dar poate ajunge și la 25 m.

Fiecare scufundare este precedată de o perioadă de 5...10 minute de recuperare la suprafață și de hiperventilație. 

Jumătate din durata scufundării este alcătuită din timpul petrecut pe fundul apei, coborâre și urcare, iar cealaltă jumătate pentru recuperare. Cu cât adâncimea de scufundare este mai mare, cu atât timpul de odihnă este mai mare.
Femeile ama încep să se scufunde de la vârsta de 11...12 ani până la peste 60 de ani. 
În perioada de sarcină și de îngrijire a copiilor mici, nu întrerup activitatea de scufundare, ele coboară sub apă până în ziua în care nasc, întorcându-se sub apă după numai câteva zile și alăptându-și copilul între două scufundări.
Femeile ama au o mare rezistență la frig ele se scufundă uneori și iarna când temperatura apei coboară sub 100C la suprafață.

În tribul Yahgan din Țara de Foc femeile ama poartă întraga responsabilitate a hrănirii întregii comunități cu moluștele și crustaceii pe care-i pescuiesc în ape cu temperaturi medii de 50C.
În prezent există un număr de 29000 de scufundătoare în Japonia și Coreea.